# Masakra na Psarze

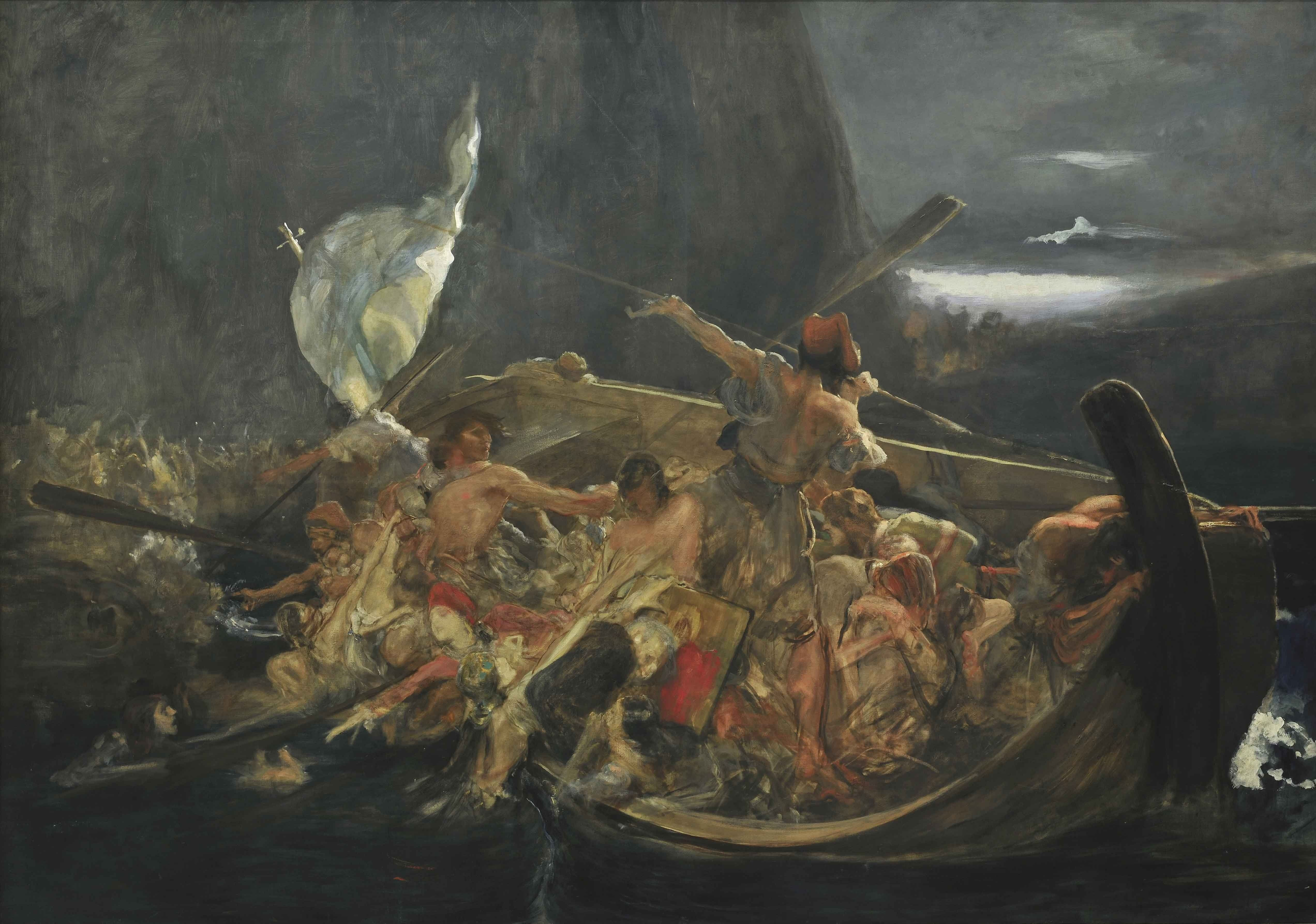
Po zniszczeniu Psary, obraz Nikolaosa Jizisa

Masakra na Psarze – rzeź greckiej ludności wyspy Psara dokonana w lipcu 1824 przez wojska imperium osmańskiego, w wyniku której 17 tysięcy ludzi zginęło lub uprowadzono w niewolę.

## Przyczyny i skutki masakry
W 1821 r. wybuchło powstanie ludności greckiej przeciwko władzy osmańskiej, poprzedzone wystąpieniem Filiki Eteria w krajach rumuńskich, które przekształciło się w wojnę o wyzwolenie Grecji. Ludność Psary dołączyła się do greckiej wojny o niepodległość 10 kwietnia 1821 roku, 2 tygodnie po wybuchu powstania. Małe, zwrotne i szybkie okręty Psariotów z powodzeniem stawiały czoła flocie osmańskiej, prowadząc ataki m.in. za pomocą brulotów (zwanych też branderami).
21 czerwca 1824 roku na wyspie wylądowały wojska osmańskie pod dowództwem Mechmeda Chosrefa Paszy, w celu ukarania greckiego powstania. Liczba ofiar rzezi była szczególnie wysoka, ponieważ na wyspie szukało wówczas schronienia wiele ludności cywilnej, głównie uciekinierów z innych wysp, w tym mieszkańców zmasakrowanej w 1822 roku sąsiedniej, większej wyspy Chios. 120 spośród obrońców po desperackiej walce świadomie wybrało dla siebie i swych bliskich śmierć samobójczą, wysadzając się w powietrze w dominującej nad okolicą fortyfikacji Mawri Rachi (gr. Μαύρη Ράχη). Część mieszkańców zdołała jednak opuścić wyspę. Uciekinierzy założyli następnie osadę Nea Psara (Nowa Psara) na wyspie Eubea. Tragedia, ale także determinacja obrońców odbiły się szerokim echem wśród społeczności międzynarodowej, wzmagając ruch filhelleński.

## Masakra w sztuce

Chwała Psary, obraz Nikolaosa Jizisa

Rzeź na Psarze została upamiętniona m.in. na obrazach Po zniszczeniu Psary i Chwała Psary namalowanych przez Nikolaosa Jizisa, a także w literaturze przez wiersze Psara autorstwa Pierre'a-Jeana de Bérangera oraz Zniszczenie Psary autorstwa Dionisiosa Solomosa.